# Colorado (fiume Texas)
Il Colorado è un fiume del Texas. Per distinguerlo da altri fiumi omonimi del Nordamerica, viene chiamato anche Colorado Orientale o Colorado del Texas. È l'undicesimo fiume più lungo degli Stati Uniti (1450 km).
Il Colorado attraversa il Texas da nord-ovest a sud-est. Nasce dall'altipiano del Llano Estacado e sfocia nel Golfo del Messico. Tra le tante città che attraversa c'è Austin che assieme a San Antonio, Dallas e Houston è una delle principali città texane.

## Portata
La portata media del fiume è piuttosto elevata (620 m³/s). In estate non va mai in secca e in autunno è caratterizzato da fortissime piene che in passato hanno causto danni alle città adiacenti al suo corso.